# 후난성 전투
《후난성 전투》(중국어 간체자: 建军大业, 정체자: 建軍大業)는 2017년 8월 1일 개봉한 중화인민공화국의 영화이다. 중국 공산당 군대인 인민해방군이 탄생한 과정을 그린 영화로, 실제 역사적 사건을 소재로 했다. 상영시간은 133분이다.

## 줄거리
1927년 중국의 대혼란의 시절, 많은 군벌들이 난동을 부린다. 그 군벌들, 즉 군인의 세력이 농민과 노동자가 중심이 되는 공산당을 탄압하는 과정에서 대규모 숙청이 일어나게 되고, 이에 쑨원의 삼민주의 사상을 바탕으로 한 저우언라이와 마오쩌둥를 중심으로 뭉친 중국 공산당의 시초가 중국의 국민당에 대항해 내란을 일으킨다. 이는 저우언라이와 허룽을 중심으로 일어난 난창봉기를 시작으로 발생하게 된다.

## 제작진
- 감독: 류웨이창(리우웨이창, 劉偉强, Lau Wai Keung, Andrew Lau)

## 등장인물
- 마오쩌뚱
- 저우언라이
- 장제스
- 주덕
- 허룽

## 출연
- 유엽: 마오쩌뚱 역
- 주아문: 저우언라이 역
- 관건화: 장제스 역
- 구호
- 류호연
- 마천우
- 마이리
- 송가
- 레이